# Kostel svatého Martina (Lipany, okres Sabinov)
Kostel svatého Martina v Lipanech je chrám postavený v 13. století v pozdně románském slohu.

## Dějiny
Dnešní kostel byl postaven jako pozorovatelna pro Kamenický hrad (kostel byl majetkem pánů z Kamenického hradu).
Zakladatelem Lipanského kostela byl Rikolf II. z Kamenice a zasvětil ho sv. biskupovi Martinovi z Tours. Prvním správcem byl farář Jindřich z Lipan. Jeho potomek Tomáš Tárczay dal postavit ke kostelu kapli sv. Tomáše, která měla sloužit jako rodinná hrobka Tarczayovcov.
Po vymření rodu Tárczay (Mikuláš Tárczay padl v boji proti Turkům v bitvě u Moháče v roce 1526) král Ferdinand I. daroval Lipanské majetky, kostel a celou farnost Janovi Dessewffymu de Czernek. V té době se začala šířit reformace a kolem roku 1589 byli obyvatelé Lipan evangelíky. V roce 1748 na počest návratu Lipan ke katolické církvi dala Klára Szirmayová, roz. Barkoczyová přistavět k severní stěně kostela kapli sv. Kříže v barokně-rokokovém slohu (kaple se stala rodinnou hrobkou Dessewffyovcov).
Nejstarší památkou je věž, která původně sloužila jako strážní věž a pozorovatelna mezi Kamenickým hradem a pevnostmi. Je vysoká 30 m a zdi mají tloušťku 175 cm. Je gotického stylu a má štěrbinová okna, která sloužila jako střílny.
V 70. letech 20. století byl vnitřek chrámu opraven podle dekretů Druhého vatikánského koncilu.
Kostel má hodnotný interiér, zejména gotické oltáře, náhrobníky a kamenické práce na portálech. Oltář je z dílny Mistra Pavla z Levoče. Nejstarší součástí bohatě zdobeného interiéru je dřevořezba Panny Marie a Ježíše Krista, která pochází ze 14. století.